# Max Neuhaus (Musiker)

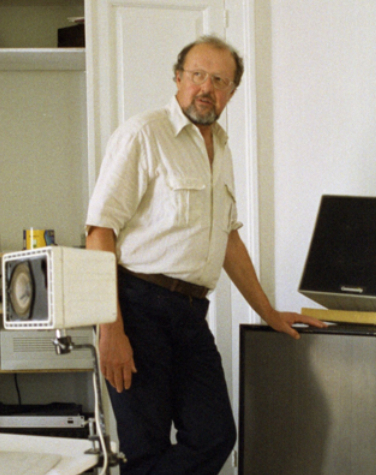
Max Neuhaus

Max Henry Neuhaus (* 9. August 1939 in Beaumont, Texas; † 3. Februar 2009 in Maratea, Italien) war ein US-amerikanischer experimenteller Musiker, Pionier der Klangkunst, Grafiker und Autor.

## Werdegang
Max Henry Neuhaus wurde in Texas geboren, verbrachte aber einen großen Teil seiner Kindheit in Fishkill, New York, wohin seine Eltern von 1942 bis 1955 zogen, bevor sie sich in Houston, Texas niederließen. Sein Vater war Chemieingenieur und seine Mutter Amateurpianistin.
Mit 15 Jahren beschloss Neuhaus, Musiker zu werden und spielte Jazz, Rock ’n’ Roll und Tanzmusik. Von 1957 bis 1961 studierte er zusammen mit Paul Prince an der Manhattan School of Music, wo er sowohl den Bachelor als auch Master ablegte. 1958 traf er John Cage und Edgard Varèse, 1961 Karlheinz Stockhausen und Pierre Boulez. 1962 nahm Neuhaus an einem Darmstädter Ferienkurs  bei Pierre Boulez, György Ligeti, Henri Pousseur und Karlheinz Stockhausen teil. Er lernte Bruno Maderna, Stefan Wolpe, Sylvano Bussotti, Malcolm Goldstein, David Tudor und Philip Corner kennen und arbeitete mit Morton Feldman zusammen an The King of Denmark. Er arbeitete auch mit dem Judson Dance Theater zusammen.
Ab 1962 ging Max Neuhaus zunächst mit Pierre Boulez auf Tournee, später dann mit Karlheinz Stockhausen als Perkussion-Solist. 1964 und 1965 gab Neuhaus Solokonzerte in der Carnegie Hall in Manhattan. Darauf folgte eine Solotournee durch verschiedene Hauptstädte Europas.
Nach einem Praktikum in den Bell Laboratories begann Neuhaus 1965 nach 14 Jahren als erfolgreicher Musiker Sound-Installationen zu kreieren und startete eine zweite Karriere als Klangkünstler. Unterstützt wurde er von einem Martha-Baird-Rockefeller-Stipendium für Musik, gekoppelt mit einem Artist in Residence Programm der University of Chicago.

## Sound works

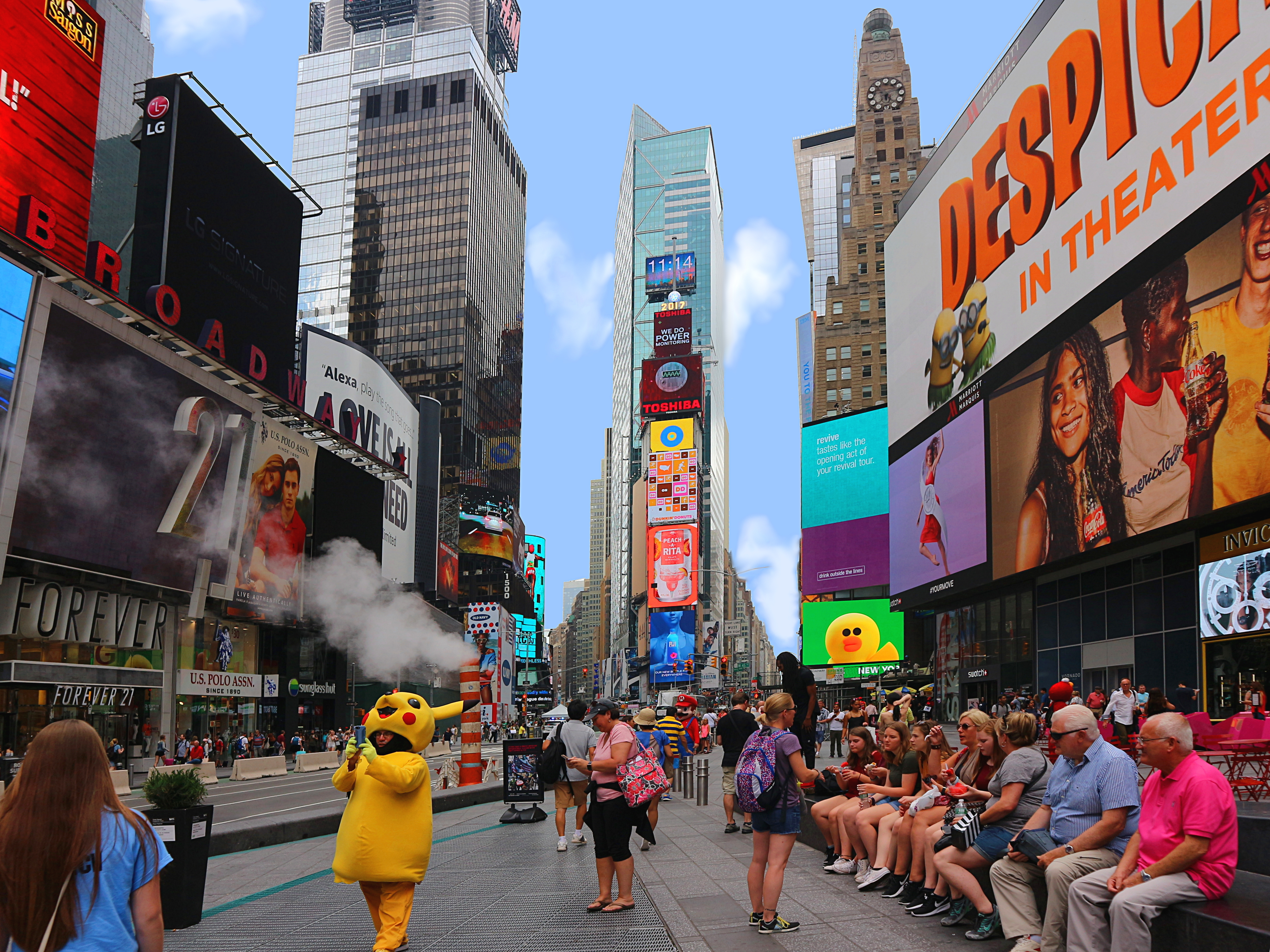
Installation Times Square emaniert aus unten in Fotografie 2021 sichtbaren Gitterrosten/Grätings

Ab 1966 begann Neuhaus mit sound art. Bekannte Werke sind Listen (1966–76), Public Supply (1966), Drive-In Music (1966–67), Water Whistle (1971–74), und Times Square (1977). Sound-Works sind nicht-visuelle Kunstwerke, die von elektronisch erzeugten Klängen aus einer unsichtbaren Quelle an einem bestimmten Ort ausgehen.
1967 realisierte Neuhaus die erste elektroakustische Installation Drive-in Music in Buffalo, und prägte daraufhin den heute gebräuchlichen Begriff Klanginstallation, um Werke zu beschreiben, die weder Anfang noch Ende haben und deren Struktur sich mehr im Raum als in der Zeit entfaltet. Er konzipiert seine Klanginstallationen grundsätzlich für einen bestimmten Raum und leitet die Gestaltungsprinzipien von dessen Spezifika ab.
Sein gleichzeitig bekanntestes und am wenigsten bewusst wahrgenommenes Werk ist Times Square. Es ist ohne Namensangabe oder sonstige Markierung am Ende eines Bürgersteiges in Manhattan an der Kreuzung von Broadway und Seventh Avenue zwischen der 45. Straße und südlich der 46. Straße platziert. Die Installation kann von dem achtsamen Besucher selbst entdeckt werden. Time Piece Beacon and Times Square sind die einzigen permanenten Installationen in New York und überhaupt in Amerika. Zeitlich war die Klanginstallation von 1977 bis 1992 aufgebaut, um dann 2002 als bleibendes Werk wieder aufgebaut zu werden. Die Geräusche, eine Kakophonie des Times Squares von 1977 sind jetzt 24 Stunden am Tag und 7 Tage pro Woche zu hören.

„It doesn’t exist in time. I’ve taken sound out of time and made it into an entity.“

Neuhaus gab innerhalb der zeitgenössischen Kunst dem Klang als autonomem Medium einen Raum.
Das Projekt Auracle ist ein über das Internet verbreitetes Netzwerk, welches durch die Stimme kontrolliert wird. 1966 entstand die erste Sound-collage, ausgelöst durch Telefonate mit einem New Yorker Radiosender. Das Konzept wurde weiterentwickelt und 1977 wurde ein zweistündiges Radioprogramm, an dem 10.000 Leute mit ihrer Stimme teilnahmen, gesendet. 1977 baute Neuhaus mit Radio Net ein Netzwerk auf, an dem 190 Radiostationen teilnahmen.
Auracle wurde 2004 auf den Donaueschinger Musiktagen eingeweiht.

## Soundinstallationen
- 1977: documenta 6, Kassel, Sound-Skulptur in der Karlsaue
- 1992: documenta 9, Kassel Three to One, bleibende Installation im AOK-Gebäude, Friedrichplatz 14 in Kassel ist[9]
- 1999: 48te Biennale di Venezia Intersection I
- 1999: Suspended Sound Line, ausgewählt von Kunst im öffentlichen Raum Bern
- 2002: Bleibende Installation Times Square, New York
- 2003: Time Piece Graz im Kunsthaus Graz als permanente Installation
- 2007: Klanginstallation für die Synagoge Stommeln[10]
- 2009: Time piece Beacon, im Dia:Beacon[11]

## Zeichnungen
Neuhaus fertigte auch Zeichnungen auf transparentem Papier, schimmernd und reflektierend, an. Neuhaus zeichnet in Primärfarben mit Buntstiften. Die Zeichnungen sind weder phonetische Niederschriften noch Noten. Seine Silben sind weder Bild noch Musikstück. Die Zeichnungen entstehen nach dem Sound-Werk.